# 555 FIV
Il 555 FIV è una barca collettiva da scuola vela e da regata. La barca, con una lunghezza di 5,50 m, è stata commissionata dalla FIV al fine di fornire ai circoli, associati alla federazione stessa, un natante per le scuole di vela.
L'equipaggio minimo per portare l'imbarcazione è di 3 persone: timoniere, e due prodieri.

## Dotazioni
L'imbarcazione è equipaggiata con le classiche regolazioni (Vang, Chunningam, Tesa di base) e cima di traino galleggiante.
Il fiocco è dotato di rollafiocco e bozzelli regolabili. La barca ha la predisposizione per l'utilizzo di jennaker come terza vela e (anche se non ufficiale) l'utilizzo di rande di 420 per le situazioni di grande vento.
Sono presenti anche le cinghie per stabilizzare l'imbarcazione in situazioni di forte vento di bolina.